# Bocholtzers

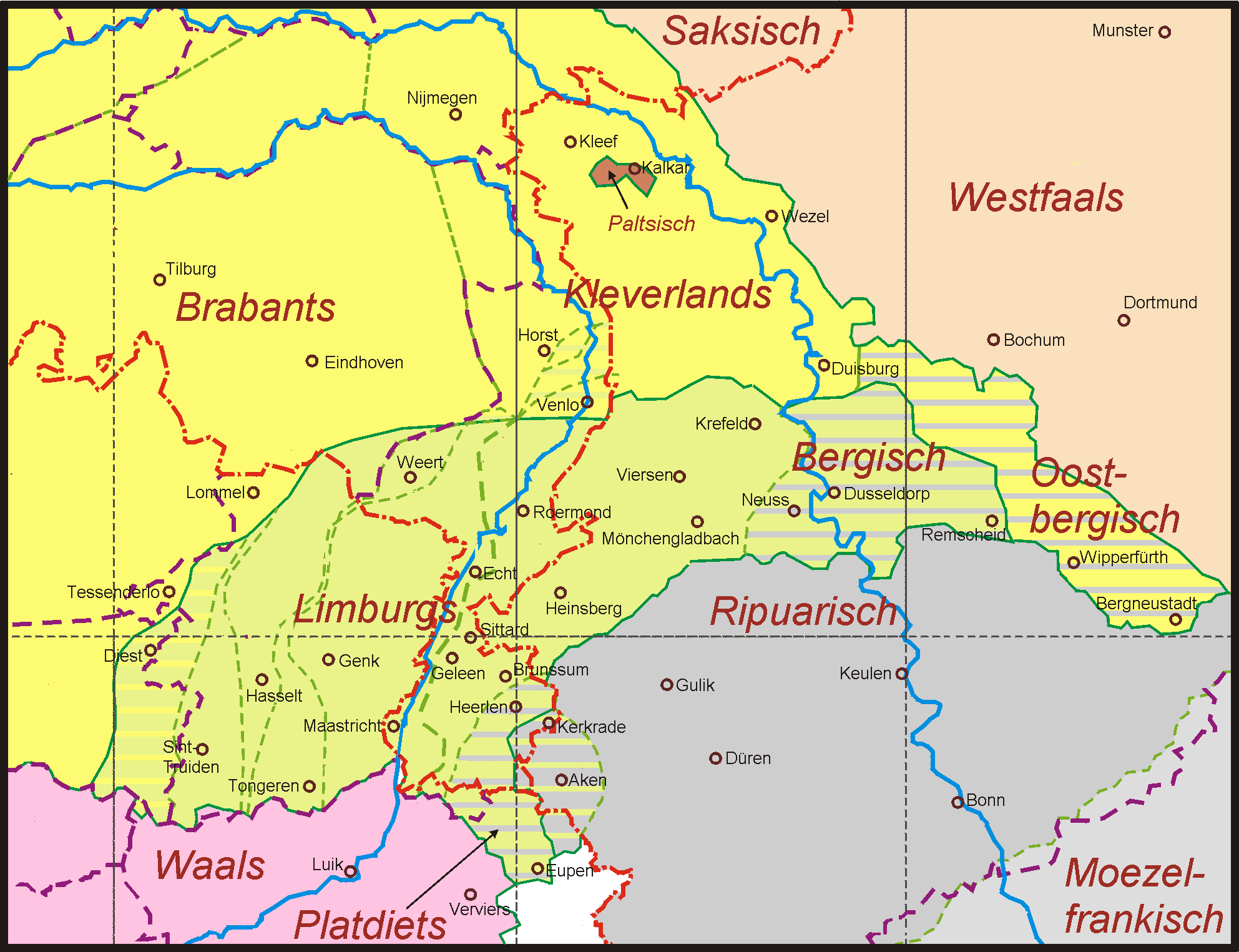
- HET LIMBURGS TAALLANDSCHAP -
Het zuidelijk Maas-Rijnlandse (Limburgs-Nederrijnse) dialectcontinuüm

Het Bocholtzers of Bocholtzer dialect is het dialect dat gesproken wordt in de dorpen Bocholtz en Bocholtzerheide. Daarnaast kan ook Baneheide tot de groep gerekend worden. Het wordt, samen met onder meer het Keuls, Akens, Vaalsers en Kerkraads, ingedeeld bij het Ripuarisch, al delen de sprekers zelf hun dialect het liefste bij het Limburgs in (zie Zuidoost-Limburgs).

## Klinkers
Een eigenaardigheid van de klinkers in het Bocholtzers is dat de Limburgse oo (corresponderend met de Nederlandse oe) er vaak verkort wordt tot ó: vgl. Nederlands goed, Limburgs good, Bocholtzers jód. Hetzelfde geldt voor de umlautvariant: de Limburgse eu (eveneens corresponderend met een Nederlandse oe, en met de Brabantse uu) wordt een u, met als gevolg (Algemeen) Nederlands groen, Brabants gruun, Limburgs greun, Bocholtzers jrun.

## Classificatie
- Indo-Europees
  - Germaans
    - West-Germaans
      - Continentaal West-Germaans (Duits en Nederlands in brede zin)
        - Middelduits
          - Middelfrankisch
            - Ripuarisch
              - Zuidoost-Limburgs
                - Bocholtzers

## Gebruik

### In het dagelijks leven
Het Bocholtzer dialect wordt in de meeste gevallen verkozen boven het Nederlands. Bij de jongeren varieert het tussen wel verstaan maar niet spreken en wel verstaan en wel spreken. In het onderwijs wordt het niet gewaardeerd als er Bocholtzers gesproken wordt, maar in het verenigingsleven en informele situaties is het Bocholtzers de voertaal.